# Tomasz Strzępiński

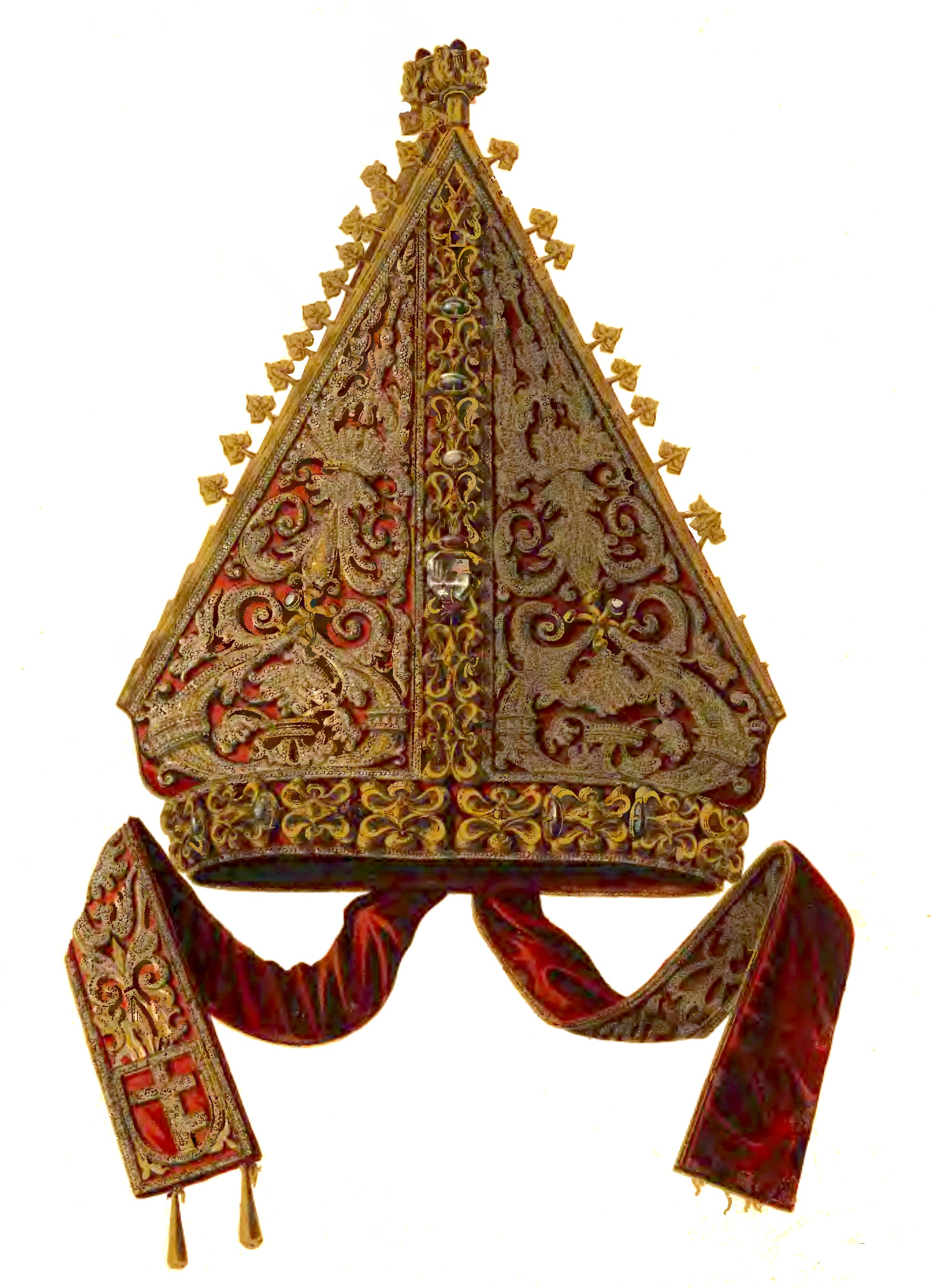
Infuła gotycko-renesansowa biskupa Tomasza Strzępińskiego przechowywana w skarbcu katedry na Wawelu

Tomasz Strzępiński herbu Prus I, Tomasz ze Strzempina (ur. 10 sierpnia 1398 w Strzępinie w Wielkopolsce, zm. 22 września 1460 w Iłży) – profesor i rektor Uniwersytetu Krakowskiego, podkanclerzy koronny od 1454, biskup krakowski wybrany przez kapitułę 25 maja 1455, wybór ten zatwierdził papież Kalikst III 10 października 1455.

## Życiorys
Syn Prandoty Strzempińskiego herbu Prus i Doroty z rodu Brogów-Leszczyców, Tomasz Strzępiński urodził się w Strzempinie pod Bukiem w 1398 roku. Tomasz Strzępiński od 1419 studiował na Uniwersytecie Krakowskim, uzyskując w 1421 roku stopień magistra sztuk wyzwolonych, w 1431 tytuł doktora prawa kanonicznego, natomiast w 1443 tytuł doktora teologii. 
Po powrocie do Krakowa Strzępiński został przyjęty na wydział prawa i po kilku latach objął katedrę „Dekretów”, najważniejszą w ówczesnej hierarchii uniwersyteckiej katedrę prawniczą. Był najpierw profesorem  prawa (1431–1443), a następnie (1443–1452) był profesorem na wydziale teologicznym, a w latach 1432–1433 i ponownie w latach 1443–1444 zajmował stanowisko rektora uniwersytetu. W 1434 został mianowany kanonikiem gnieźnieńskim, a dwa lata później kanonikiem krakowskim. 
W 1433 był delegatem prymasa Wojciecha Jastrzębca na sobór w Bazylei (1431–1449), na który w 1439 roku przygotował traktat Depotestate ecclesiae et concilii oecumenici mający na celu rozstrzygnięcie fundamentalnej dla Kościoła kwestii stosunku między władzą papieża a soborem ekumenicznym. Strzępiński zaprezentował w nim stanowisko, że władza przysługuje całemu Kościołowi, a nie samym papieżom. W latach późniejszych Strzępiński odstąpił od koncyliaryzmu i uznał wyższość papieża nad soborem i całym Kościołem.
W latach 1437–1455 był współpracownikiem prymasa Wincentego Kota w Gnieźnie. 
W 1453 roku Strzępiński został wybrany przez część kapituły arcybiskupem gnieźnieńskim. Godności tej jednak nie przyjął, ustępując Janowi ze Sprowy, popieranego przez króla Kazimierza Jagiellończyka co zyskało mu uznanie monarchy i mianowanie go podkanclerzym koronnym po śmierci Piotra Wody ze Szczekocin w bitwie pod Chojnicami w 1454 roku. Pracował między innymi nad Statutami nieszawskimi. Po śmierci Zbigniewa Oleśnickiego w 1455 roku został biskupem krakowskim. Dokonana przez kapitułę krakowską elekcja kanoniczna była jednomyślna.
Był to jedyny profesor Uniwersytetu Krakowskiego na tronie biskupim w Krakowie. Jako biskup krakowski stał się jeszcze bliższym współpracownikiem króla Kazimierza Jagiellończyka. W 1458 ochrzcił królewicza Kazimierza.
Dwukrotnie zwoływał sobory diecezjalne w 1456 i 1459 – ich głównym tematem było uzyskanie zgody duchowieństwa na kontrybucję przeznaczoną na potrzeby państwa spowodowane wojną z zakonem krzyżackim, co udało się biskupowi osiągnąć. Nie godził się na przekazywanie przez kler dobrowolnych darów na potrzeby państwa polskiego: w 1455 roku sprzeciwił się zajęciu przez króla naczyń liturgicznych i klejnotów Kościoła krakowskiego by spłacić żołd dla wojska ale zaoferował królowi poręczenie pożyczki i zachęcał kler do dobrowolnych darowizn na rzecz wojny. W 1456 roku osobiście przekazał aż 6000 zł, a na sejmie piotrkowskim w 1458 zgodził się przekazać trzecią część dochodów ze swojego biskupstwa. Upoważniony przez sejm piotrkowski został członkiem polskiej delegacji w Toruniu gdzie podczas rokowań z Krzyżakami w 1459 roku dowodził praw Polski do ziem pruskich. 
Na Stradomiu założył i uposażył szpital dla chorych księży. W testamencie swoją bogata bibliotekę, liczącą około 100 rękopisów, przekazał wydziałowi prawa uniwersytetowi, uposażył profesorów prawa na żupach wielicko-bocheńskich. Został pochowany w katedrze na Wawelu, a w skarbcu katedry do dziś przechowywana jest gotycka infuła będąca pamiątką po biskupie Strzępińskim.